# Гарсія I Інігес (король Наварри)
Гарсія I Інігес (*Gartzea I Eneko, між 805 та 810 — 870) — король Памплони (Наварри) (852—870). Був першим з королів, хто носив ім'я Гарсії.

## Біографія
Походив з династії басків Інігес. Син Ініго I, дукса Памплони, та Онеки Веласкес. Замолоду мешкав при дворі еміра Кордови як гість. Тут здобув гарну освіту.
У 842 р після того як в битві з вікінгами його батько отримав важкі поранення і був паралізований, баски обрали Гарсію регентом. У 843 році він підтримав Мусу ібн Мусу ібн-Касі в повстанні проти еміра Кордови Абд ар-Рахмана II. Повстання було придушене, і емір організував жорстоку каральну експедицію проти басків.
Після смерті Ініго I у 852 королем Памплони було обрано його двоюрідного брат Хімено, сеньйору Алави, і Гарсії довелося чекати своєї черги ще вісім років. Втім деякі дослідники вважають, що Гарсія був співкоролем свого стрийка. За однією з відомостей в цей час впровадив титул короля.
У 859 році (за іншими відомостями 861 року) за незрозумілих обставин потрапив у полон до вікінгів. Він зумів звільнитися сплативши викуп у 70 тис. золотих динарів. Звільнившись він розірвав угоду зі старими союзником Бану-Касі і уклав союз з Астурійським королівством. У відповідь Муса ібн-Муса ібн-Касі атакував Памплону, але Гарсія I Інігес в союзі з Ордоньйо I Астурійським завдав поразки мусульманам у битві при Альбельді.
У 860 року Гарсія I після смерті стрийка Фортуна став одноосібним королем. Він завзято захищав свою країну від вторгнень мусульман. Він також намагався підтримувати прочан, що прямували до Сантьяго-де-Кампостели через його землі. Того ж року його син Фортун потрапив в полон до маврів, які на чолі з Мухаммедом I, еміром Кордови, вдерлися на північ Піренеїв.
Невідомо за яких умов Гасрія I помер: за однією версією загинув у битві при Лумбьє в маврами, за іншою — вмер з природних причин. Після смерті Гарсії I Інігеса королем було обрано його кузена Гарсію II Хіменеса. Хоча деякі джерела стверджують, що троюрідні брати з самого початку були співправителями.

## Родина
1. Дружина — Уррака Хіменес
Діти:
- Фортун (820/830—906/925), король у 870—905 роках
- Санчо (д/н)
- Хімена (д/н), дружина Альфонсо III, короля Астурії
- Онека (838—бл.912), дружина Аснара II, графа Арагону
- Веласкіта (д/н), дружина Мутарріфа ібн Муси ібн-Муси, валі Сарагоси

2. Дружина — Леодегунда, дружина Ордоньйо I, короля Астурії